# Сончино
Сончино (на италиански: Soncino) е град и община в Северна Италия.

## География
Градът е разположен на десния бряг на река Ольо в област (регион) Ломбардия на провинция Кремона. Най-близкия до него е град Орцинуови, който се намира на отсрещния ляв бряг на река Ольо. Назад по течението на река Ольо на около 15 км е град Палацоло сул'Ольо, а надолу по течението на река Ольо също на около 15 км е град Понтевико. Население – 7490 жители според преброяването от 2023 г.

## Архитектурни забележителности
- Църквата „Сан Джакомо“
- Енорийската църква „Санта Мария Асунта“ от 12 век
- Централният площад
- Виконтският дворец